# Капкейк

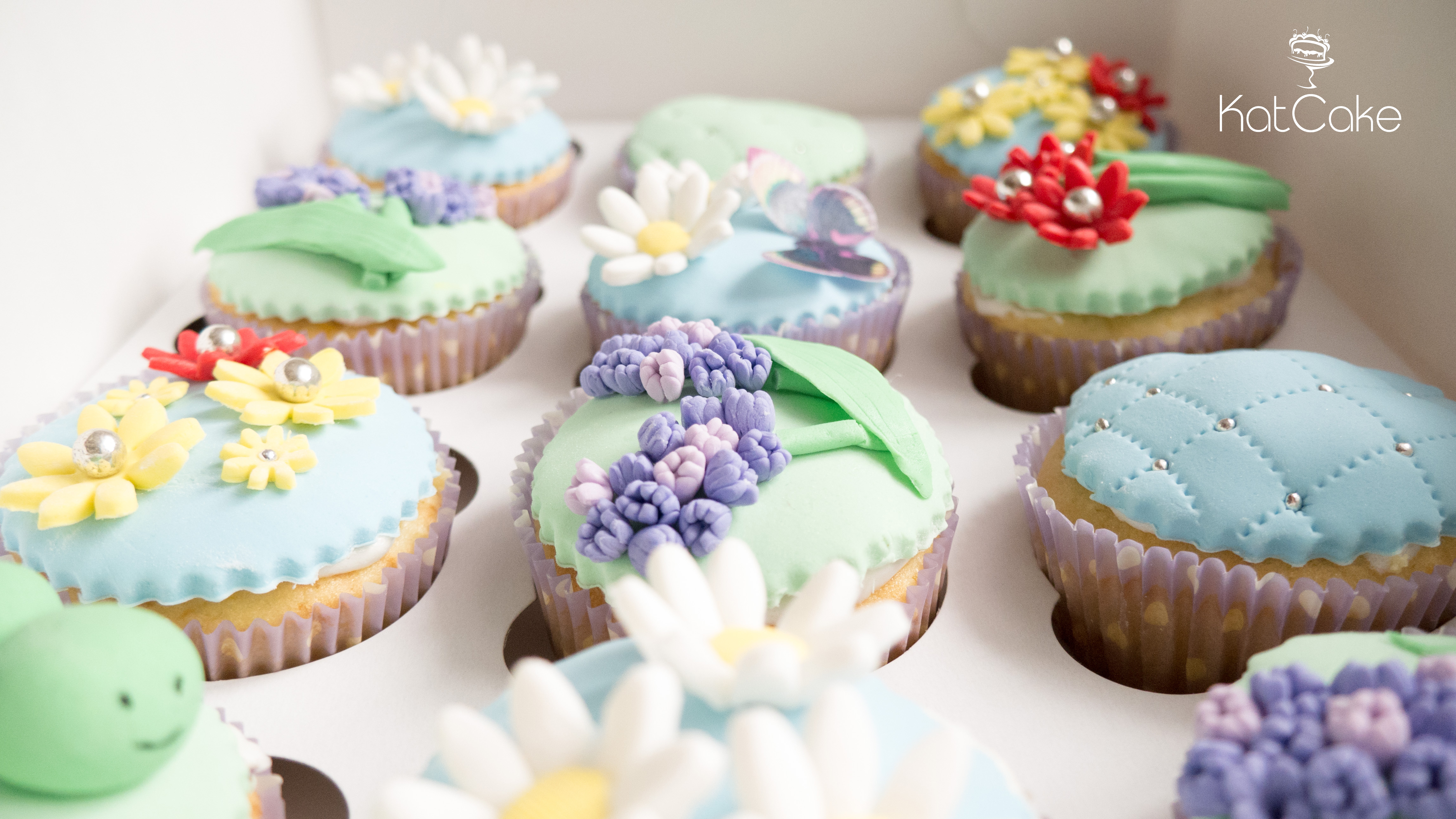
Капкейки

Капкейк (англ. cupcake — букв. «чашечный торт», также сказочный торт fairy cake) — американское название кекса. Пирожное небольшого размера (диаметром 5—6 см и массой 60—65 г), предназначенное для употребления в пищу одним человеком, запечённое в тонкой бумаге или алюминиевой форме для выпечки. Часто содержит разнообразные элементы кондитерских украшений.
Капкейк появился в начале XIX века и получил название не по размеру с чашку, а по рецепту, мерой ингредиентов в котором выступала чашка: чашка муки, чашка сахара, чашка молока и полчашки сливочного масла. По такому же принципу был назван в своё время в середине XVIII века фунтовый кекс. Лишь в 1920-е годы распространилось мнение, что капкейки надо выпекать в маленьких формочках, повлёкшее к иному толкованию названия. 
Первые рецепты капкейков были записаны в поваренных книгах в 1796 и 1828 годах. Ингредиентами, как правило, служат сливочное масло, сахар, яйца и мука, хотя существует несколько различных рецептов. В англоязычных странах капкейки часто подаются на дни рождения. В Великобритании часто на дни рождения детей пекут капкейки-баттерфляй или сказочные капкейки. После их запекания верхушка отрезается, сверху украшают кремом, а отрезанная верхушка делится на две части и ставится на этот крем как крылья бабочки.

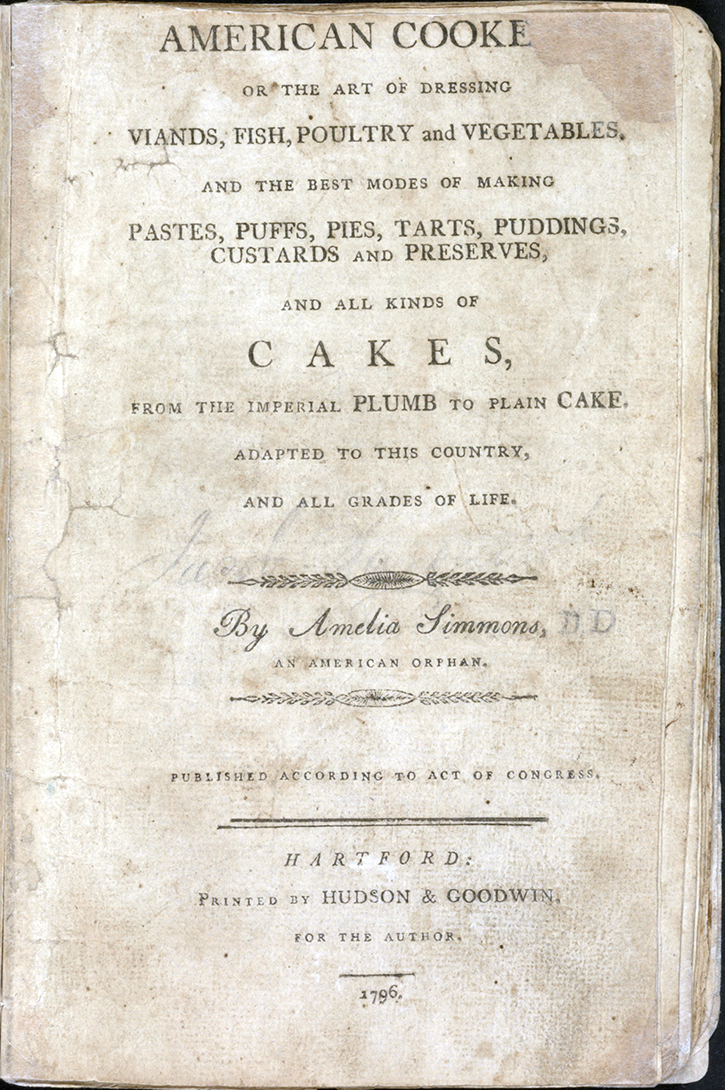

## Рецепты
Как правило, капкейки изготавливаются из тех же ингредиентов, что и большие торты: масла, сахара, яиц и муки. Практически любой рецепт торта (бисквита) может быть использован для выпечки капкейка. Тесто может быть ароматизировано или в него могут быть добавлены такие ингредиенты, как изюм, ягоды, орехи или шоколадная стружка. Благодаря небольшому размеру капкейки пекутся гораздо быстрее, нежели обычные слоёные пироги.
Капкейки могут быть покрыты глазурью или другими украшениями. Также они могут быть наполнены глазурью или кондитерским кремом. При изготовлении небольшого количества капкейков с начинкой отверстия в них могут быть сделаны ложкой или ножом. В коммерческих же пекарнях начинка обычно вводится с помощью шприца.

## Магазины
В начале 21 века в США стала популярна продажа кексов, которые представляют собой специализированные пекарни, продающие мало или вообще ничего, кроме кексов, играя на ощущении ностальгии, вызванной пирожными. В Нью-Йорке кексовые магазины, такие как пекарня «Магнолия», получили широкую известность в своих выступлениях на таких популярных телевизионных шоу, как «Секс в большом городе» (HBO's Sex and the City).
Crumbs Bake Shop, публичный бизнес, управляющий крупнейшей сетью кексовых магазинов в США, достиг пиковой цены акций в 2011 году. Снижение продаж, вызванное конкуренцией со стороны местных специализированных семейных магазинов, а также усиление конкуренции со стороны продуктовых магазинов, привело к резкому снижению перспектив компании и стоимости акций в 2013 году.
Джорджтаунский кекс стал первым кексовым магазином, открывшимся в Вашингтоне. Кексовый магазин получил широкую известность после премьеры в 2010 году кексов TLC’s DC Cupcakes, шестисерийного реалити-шоу о магазине и его владельцах, сестрах Софи ЛаМонтан и Кэтрин Каллинис.
Расположенная в Беверли-Хиллз, штат Калифорния, компания «Sprinkles Cupcakes» принадлежит Кэндис Нельсон, которая также является звездой кексовых войн Продовольственной сети, и её мужу Чарльзу Нельсону. «Sprinkles» — первый кексовый магазин, дебютировавший в кексовом банкомате, в котором одновременно может храниться до 350 кексов.